# Megaloproctus striatus
Megaloproctus striatus är en stekelart som beskrevs av Marsh 1983. Megaloproctus striatus ingår i släktet Megaloproctus och familjen bracksteklar. Inga underarter finns listade i Catalogue of Life.